# Hamra nationalpark
Hamra nationalpark är en nationalpark i Ljusdals kommun i Gävleborgs län. 

Parken, som är en del av Orsa finnmark i Los socken och tillhör landskapet Dalarna, har en yta på 1 383 hektar och inrättades den 17 mars 1909. Nationalparken utvidgades rejält 2011, med invigning av tre nya anlagda entréer och därifrån märkta gångleder den 16 september, från att dessförinnan ha haft en yta på endast 28 hektar.

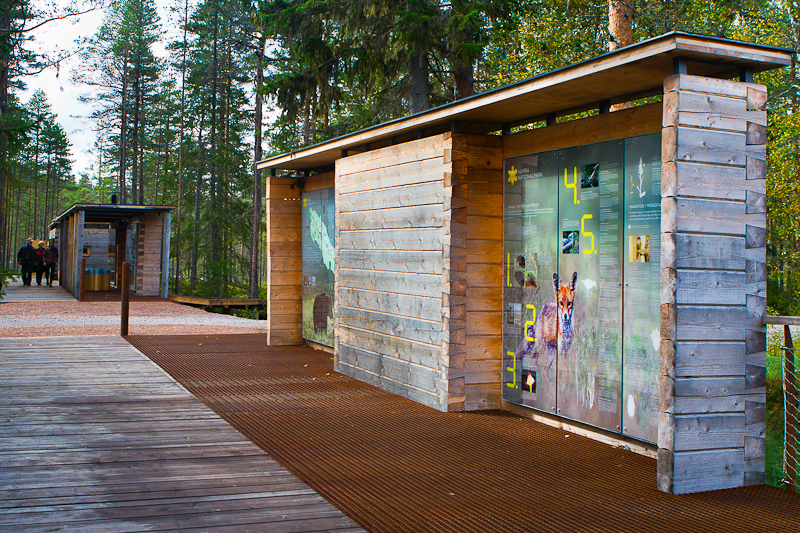
Infocenter.

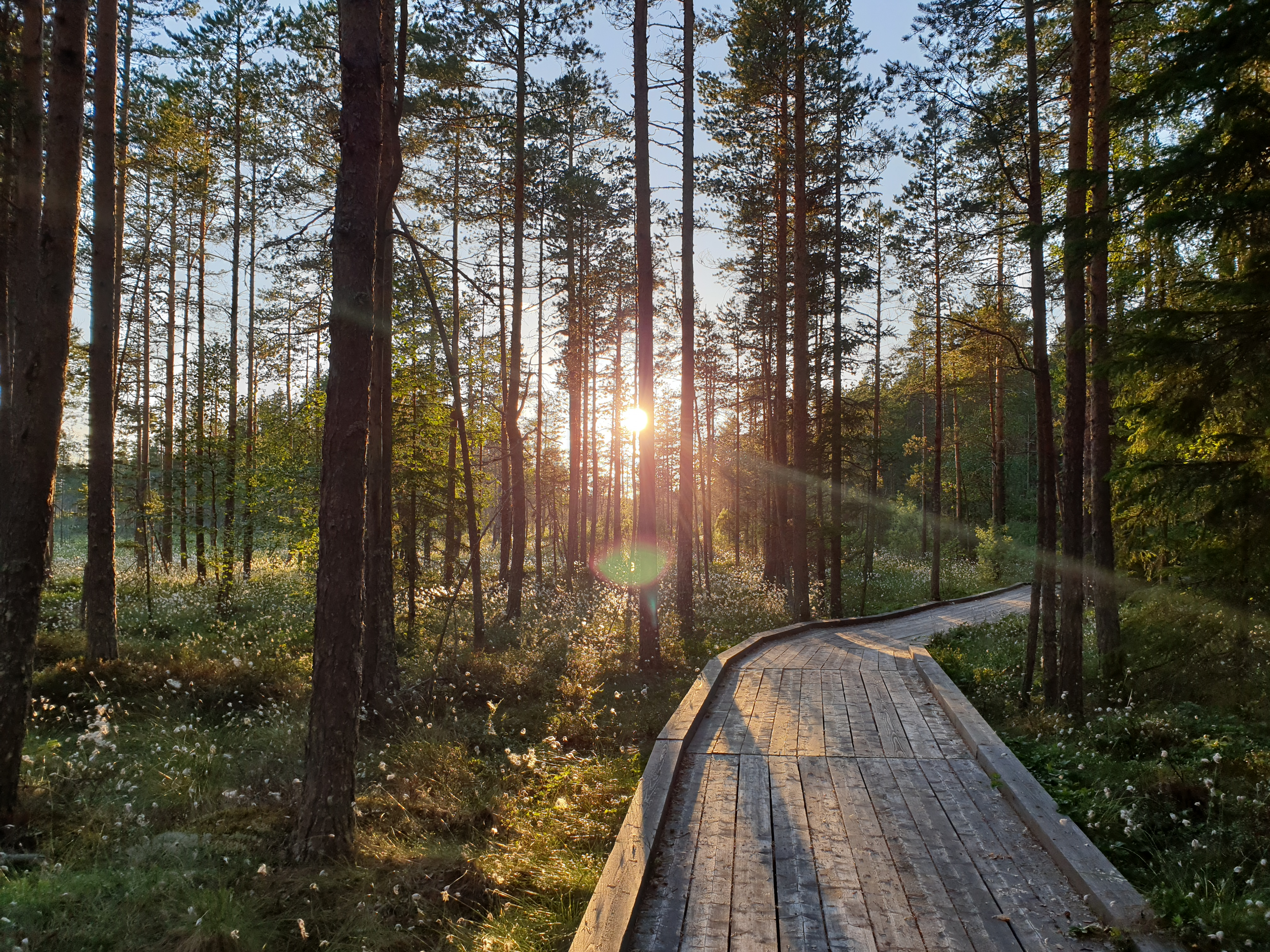
Hamra nationalpark har en handikappanpassad träspång.

Från huvudentrén och parkeringsplatsen går en ca 250 meter lång gångled, numera en anlagd bred träbrygga, fram till den gamla delen av nationalparken, det ursprungligt avsatta urskogsområdet där skogen är som äldst. Detta område är en skogbevuxen 19,5 ha stor låg moränkulle i det omgivande flacka myrskogslandskapet, omgivet med 7 ha ursprungligt avsatt myrmark och mot norr av 0,8 ha av en tjärn, Svansjön. Runt moränkullen går där en märkt gammal stigslinga. Området ligger på 410-415 m ö.h.
I övrigt är nästan halva av nya nationalparken ett sammanhängande, av vägar eller diken osplittrat myrområde, som domineras av Svartåmyran med omgivande skogsområden. Skogs- och myrområdet avvattnas av Svartåns långa med ur- och naturskog omgivna ådal, där det aldrig har flottledsrensats, ned till utloppet i Voxnan vid 325 m ö.h.. Här finns märkta upp till 10 km långa, till delar spångade gångleder, som utgår från Huvudentrén eller likaså biltillgängliga Myrentrén och Svartåentrén. Terrängen i lederna är bitvis utmanande, men till största delen ganska bra markerade. 

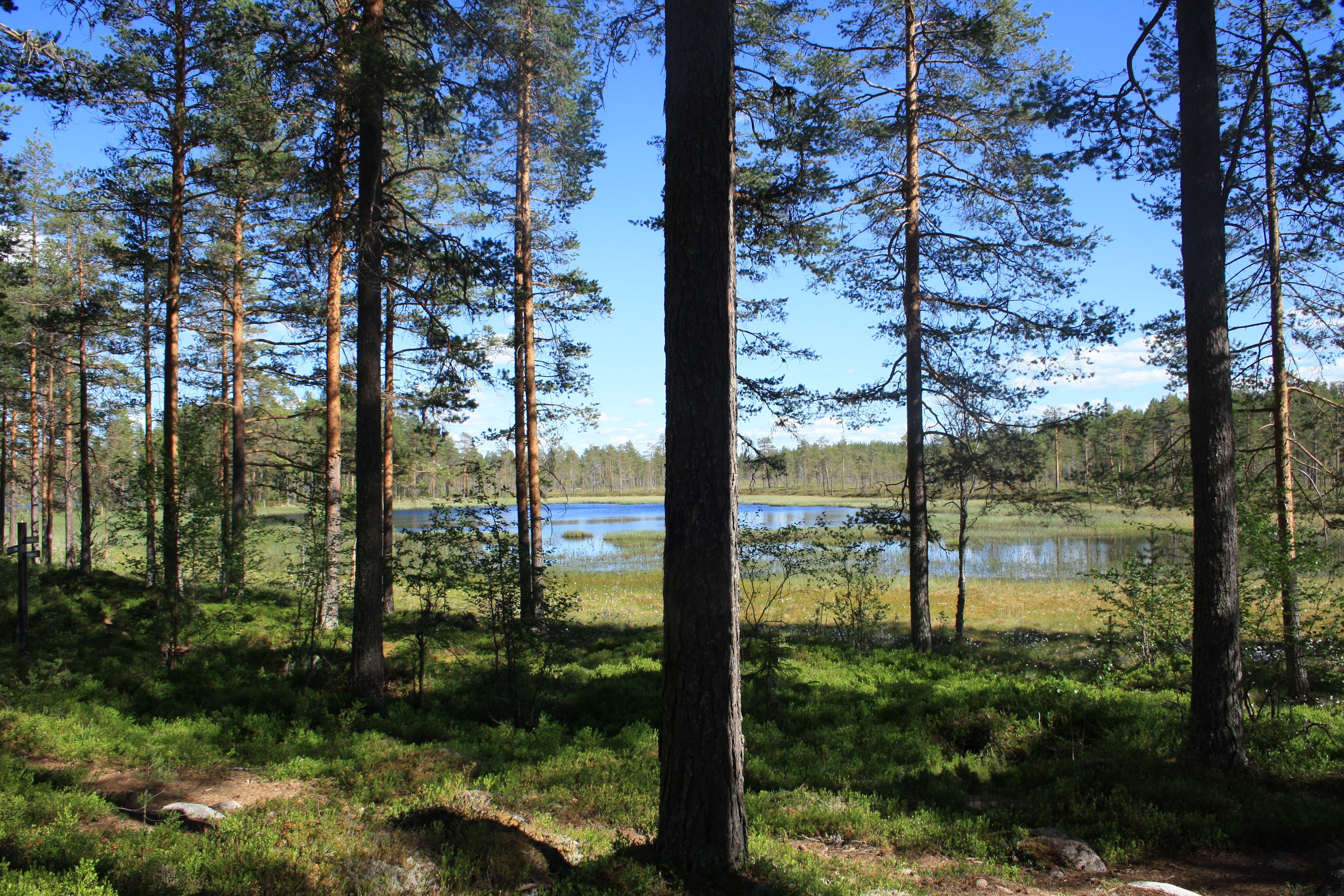
Flera små tjärnar finns spridda runtom i parken.

I Hamra nationalpark finns en varierad barrurskog, där de äldsta träden är omkring 400 år gamla. I den södra delen av parken dominerar granen och på dessa träd växer bland annat skägglav. Områdets flora och fauna är annars jämfört med andra liknande områden inte anmärkningsvärt artrik. Ett undantag är dock insektsfaunan, särskilt för det gamla ursprungligt avsatta urskogsområdet, med 450 olika arter av skalbaggar.
De tidigare avsatta naturreservaten Långsvedjan, Svartågrenen och Svartåvallen har gått upp i den utvidgade Hamra nationalpark.
År 2013 fick nationalparken Sveriges Arkitekters Sienapris.